# MATATABISTEP/あの青と青と青
「MATATABISTEP/あの青と青と青」（またたびステップ/あのあおとあおとあお）は、2014年3月26日にワーナーミュージック・ジャパンよりリリースされたパスピエのメジャー3rdシングル。

## 解説
- 通常盤と初回限定盤が発売。初回限定盤は紙ジャケット仕様で「2013年11月2日 パスピエ TOUR 2013 “印象・日の出” at LIQUIDROOM」から4曲のライブ音源を収録したCDも付属。同公演のCD版未収録の「トロイメライ」がiTunesバンドル特典で付属。

- 作詞段階で「トリップ」からの連想で「旅」に纏わる言葉を探していた所、大胡田の「松尾芭蕉に『復た旅をす』という歌がある」という発言を成田が「マタタビ」と空耳したことからタイトルが決まった。なお、サビの「資金繰りでミス」の部分は当初「至近距離でミス」となっていた。

- 「あの青と青と青」は「ハイパーバラッド」のイメージに近い曲で仮タイトルも「ビヨーク」[1]。「アンドロイドは電気羊の夢を見るか?」を読んでから作詞された[2]。

- 「Shangri-La」は、電気グルーヴの「Shangri-La」のカバー。

- 発売記念に「マタタビ・スケッチ企画」が期間限定で開催され、CDショップ購入特典も数量限定で配布された[3][4]。

## 収録曲
| 全編曲: パスピエ。 |                    |              |                             |       |
| #                  | タイトル           | 作詞         | 作曲                        | 時間  |
| 1.                 | 「MATATABISTEP」   | 大胡田なつき | 成田ハネダ                  | 4:18  |
| 2.                 | 「あの青と青と青」 | 大胡田なつき | 成田ハネダ                  | 5:41  |
| 3.                 | 「万華鏡」         | 大胡田なつき | 成田ハネダ                  | 3:51  |
| 4.                 | 「Shangri-La」     | 電気グルーヴ | 電気グルーヴ、Bebu Silvetti | 3:50  |
| 合計時間:          | 合計時間:          | 合計時間:    | 合計時間:                   | 17:40 |

## 特典CD
初回限定盤に付属。
1. S.S (2013.11.2 Live at LIQUIDROOM)
2. プラスティックガール (2013.11.2 Live at LIQUIDROOM)
3. デモクラシークレット (2013.11.2 Live at LIQUIDROOM)
4. 電波ジャック (2013.11.2 Live at LIQUIDROOM)